# Jagdstaffel 72
La Jagdstaffel 72 (in tedesco: Königlich Sächsische Jagdstaffel Nr 72, abbreviato in Jasta 72) era una squadriglia (staffel) da caccia della componente aerea del Deutsches Heer, l'esercito dell'Impero tedesco, durante la prima guerra mondiale (1914-1918).

## Storia
La Jagdstaffel 72 venne fondata l'11 dicembre 1917 presso il Flieger-Abteilung (dipartimento di aviazione) 6 di Großenhain, diventando operativa a partire dal 20 febbraio. Il 2 marzo venne assegnata alla 3ª Armata. Alla fine dello stesso mese venne incorporata nel Jagdgruppe Nord e inviata a sostegno della 18ª Armata. La squadriglia ottenne la prima vittoria aerea il 1º aprile ad opera del suo comandante Carl Menckhoff. Il 7 luglio la Jasta 72 fu spostata a supporto della 1ª Armata, dove rimase fino alla fine della guerra.
Il Leutnant Gustav Frädrich è stato l'ultimo Staffelführer (comandante) della Jagdstaffel 72, dal 23 ottobre del 1918 fino alla fine della guerra.
Alla fine della prima guerra mondiale, alla Jagdstaffel 72 vennero accreditate più di 58 vittorie aeree di cui tre per l'abbattimento di palloni da osservazione. Di contro, la Jasta 72 perse due piloti, un pilota fu ferito in azione e uno fu fatto prigioniero.

## Lista dei comandanti della Jagdstaffel 72
Di seguito vengono riportati i nomi dei piloti che si succedettero al comando della Jagdstaffel 72.
| Grado        | Nome            | Periodo                            |
| ------------ | --------------- | ---------------------------------- |
| Oberleutnant | Carl Menckhoff  | 11 febbraio 1918 - 25 luglio 1918  |
|              | Kurt Muller     | 25 luglio 1918 - 23 ottobre 1918   |
| Leutnant     | Gustav Frädrich | 23 ottobre 1918 - 11 novembre 1918 |

## Lista delle basi utilizzate dalla Jagdstaffel 72
- Blaize: 2 marzo 1918
- Leffincourt, Francia: 7 marzo 1918
- Bergnicourt, Francia: 7 luglio 1918
- Thin-le-Moutier, Francia: 10 ottobre 1918